# Hamilton Quarry
Die Fossil-Lagerstätte Hamilton Quarry im US-Bundesstaat Kansas ist eine der bedeutendsten Fundstellen für Fossilien aus dem Oberkarbon, genauer gesagt dem Stephanium. Besonders bemerkenswert ist die außergewöhnlich gute Erhaltung der Fossilien – viele Tiere wurden vollständig, in Lebensstellung und teilweise mit Weichteilen gefunden. Die Vielfalt reicht von Pflanzen über wirbellose Tiere bis zu Fischen, Amphibien und frühen Reptilien. Das Besondere an Hamilton ist, dass hier fossile Überreste aus verschiedenen Lebensräumen – marinen, süßwasserbewohnenden und terrestrischen – gemeinsam gefunden werden. Die Hamilton Quarry gibt damit einen guten Einblick in ein Milieu vor etwa 305 Millionen Jahren.

## Geographische Lage
Die Fossilfundstelle liegt im Osten von Kansas, nahe der Stadt Hamilton im Nordosten von Greenwood County. Die Fossilien befinden sich in einem alten Flusstal (Paläotal), das sich in Nord-Süd-Richtung über etwa 10 Kilometer erstreckt und bis zu 20 Meter tief ist. Dieses Tal wurde in ältere Gesteinsschichten eingeschnitten und später mit Sedimenten aufgefüllt.

## Geologie

### Geologischer Rahmen
Die Umgebung von Hamilton ist geprägt von Gesteinen des Pennsylvaniums, dem oberen Abschnitt des Karbons. In Kansas ist diese Zeit durch sogenannte Cyclotheme gekennzeichnet – Abfolgen von Kalksteinen, Tonsteinen und Sandsteinen, die durch wechselnde Meeresspiegel entstanden. Innerhalb dieser gleichmäßigen Schichten stellt das Paläotal von Hamilton eine seltene Unterbrechung dar. Es wurde in das umliegende Gestein eingeschnitten und später mit verschiedenartigen Sedimenten verfüllt – vom groben Konglomerat bis hin zu feinem Kalkschluff.

### Entstehungsgeschichte
Während einer Zeit mit niedrigem Meeresspiegel wurde das Paläotal gebildet. In der folgenden Transgression – als das Meer wieder anstieg – wurde es durch verschiedene Sedimente aufgefüllt. Ganz unten findet sich ein grobkörniges, gekreuzt geschichtetes Kalksteinkonglomerat, das vermutlich durch Gezeitenkanäle transportiert wurde. Darüber liegen feinkörnigere Ablagerungen, die in ruhigeren Bereichen wie Lagunen oder Ästuaren (Mündungsgebieten von Flüssen) entstanden. Eine dünne Folge aus laminiertem Kalk- und Tonstein bildet die obersten Schichten. Diese Schichten enthalten die am besten erhaltenen Fossilien.

### Datierung
Die Schichten in Hamilton stammen aus dem späten Karbon, genauer dem Stephanium, also etwa 305 Millionen Jahre alt. Sie gehören zur oberen Pennsylvanium-Serie, einer Zeit mit großen Sümpfen und ersten ausgedehnten Wäldern auf dem Festland.

## Taphonomie

### Erhaltungszustand
Die Fossilien aus der Hamilton Quarry sind nicht nur vollständig, sondern oft sogar mit Weichteilerhaltung erhalten. Viele Fische, Amphibien und Reptilien liegen in Lebensstellung, ohne Hinweise auf Verwesung, Aasfressung oder Transport. Die erhaltenen Körperumrisse stammen von Mikrobenmatten, die sich früh auf die Kadaver legten und zur Konservierung beitrugen.
Mehrere Faktoren begünstigten diese außergewöhnliche Erhaltung:
- Schnelle Einbettung durch Sedimente während der Gezeiten
- Schwankende Salzgehalte, die Aasfresser und grabende Tiere fernhielten
- Feinkörnige Ablagerungen, die den Zersetzungsprozess verlangsamten

Einige Fossilien zeigen Spuren von Auftrieb durch Fäulnisgase, andere sind durch Strömungen leicht verschoben worden. Auch Pflanzenreste sind häufig disartikuliert, was auf Transport und Verweilzeiten an der Wasseroberfläche hindeutet.

## Funde

### Flora
Pflanzen sind neben Fischen die häufigsten Fossilien in der Hamilton Quarry. Die dominierenden Arten gehören zu den walchischen Koniferen (Walchia, Emporia, Utrechia). Daneben finden sich viele Samenfarne wie Neuropteris und Callipteris, sowie Farne, Bärlappgewächse (Sigillaria), Cordaiten und Schachtelhalme (Annularia, Asterophyllites).
Die Pflanzenreste sind oft fragmentiert, es gibt aber auch vollständige Zweige mit Blättern und Zapfen. Einzelne Samen zeigen sogar Embryonen, was Hinweise auf die frühe Entwicklung von Samenruhe liefert. Auffällig ist auch die Holzkohle, die im Gestein eingebettet ist. Sie deutet auf Waldbrände hin.

### Wirbellose
Die wirbellosen Tiere sind sehr vielfältig. Besonders häufig sind Ostrakoden (Carbonita, Darwinula), winzige Schalentierchen. Dazu kommen Brachiopoden, Muscheln, Schnecken, Würmer (Serpuliden), Eurypteriden (Seeskorpione), Spinnenartige, Skorpione, Insekten (Kakerlaken, Libellen) und Tausendfüßer. Manche Tiere sind in Kolonien oder auf Pflanzenfragmenten erhalten.
Einige Fossilien wurden auch in Koprolithen (versteinertem Kot) gefunden, darunter pflanzliche Reste, Holzpartikel oder winzige Tiere. Das zeigt, dass sogar Details der damaligen Nahrungsketten überliefert sind.

### Fische und Amphibien
Fische sind die häufigsten Wirbeltiere. Besonders viele Exemplare von Acanthodes bridgei, einem kleinen, urtümlichen Fisch mit Stacheln, wurden gefunden – oft vollständig und mit erhaltenen Weichteilen. Weitere Fischarten sind:
- Haie (Orthacanthus, Hamiltonichthys)
- Lungenfische (Gnathorhiza, Sagenodus)
- Knochenfische (Palaeonisciformes)
- Quastenflosser
- Rhizodonten (große Raubfische)

Amphibien sind durch Gruppen wie Dissorophoidea, Trimerorhachoidea und Eryopoidea vertreten. Viele lagen vollständig im Gestein und zeigten keine Hinweise auf Zerfall vor der Einbettung.

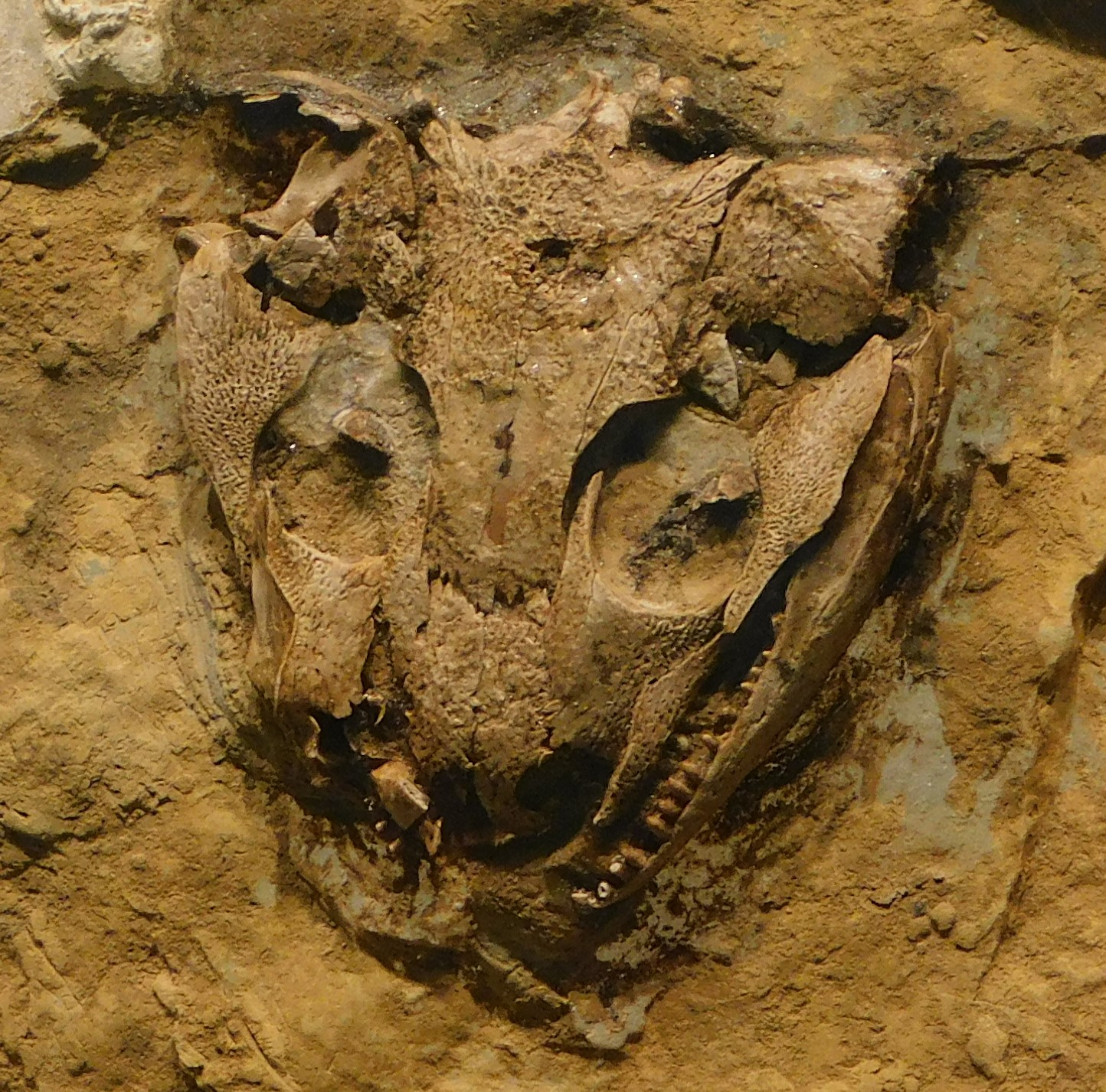
Schädel von Euconcordia cunninghami, ein in der Hamilton Quarry gefundenes Eureptil

### Reptilien
Die ersten Reptilien hatten sich im Karbon bereits entwickelt. In Hamilton finden sich Vertreter der Captorhinomorpha, Diapsida, Edaphosauridae und Ophiacodontidae.

## Forschungsgeschichte

### Wissenschaftliche Ausgrabungen
Die Erforschung der Hamilton Quarry begann in den 1960er-Jahren. Seitdem haben zahlreiche wissenschaftliche Teams – unter anderem von der University of Kansas – systematische Grabungen durchgeführt. Besonders die feinkörnigen, laminierten Kalk- und Tonsteine im sogenannten Main Quarry lieferten spektakulär erhaltene Fossilien. Viele Schichten wurden Zentimeter für Zentimeter untersucht, Fossilien wurden gefunden und fotografisch dokumentiert.

### Publikationen
Zahlreiche Fachartikel beschäftigen sich mit der Fossil-Lagerstätte. Besonders bedeutend ist die Studie von Cunningham et al. (1993), die das gesamte geologische und paläontologische Umfeld beschreibt. Auch die Arbeiten von Schultze & Chorn, Mapes & Rothwell sowie Gastaldo tragen wesentlich zum heutigen Wissen über Hamilton bei. Die Lagerstätte gilt seitdem als Modell für gezeitengeprägte Fossil-Lagerstätten im Paläozoikum.